# هیتوشی سوگاهاتا
هیتوشی سوگاهاتا (به انگلیسی: Hitoshi Sogahata) بازیکن فوتبال اهل ژاپن و عضو تیم ملی فوتبال ژاپن است که در تاریخ ۰۷ نوامبر ۲۰۰۱ میلادی اولین بازی ملی‌اش را انجام داد. او در ۴ بازی ملی حضور داشت و آخرین بازی ملی خود را در تاریخ ۱۰ سپتامبر ۲۰۰۳ میلادی انجام داد. هیتوشی سوگاهاتا در بازی‌های ملی‌اش گلی به ثمر نرساند.